# Boudjemaâ Lamri
Boudjemaâ Lamri (en arabe : بوجمعة العمري) est un footballeur international algérien né le 31 janvier 1961 à Zitouna dans la wilaya de Skikda. Il évoluait au poste d'arrière droit.

## Biographie
Boudjemaâ Lamri évolue en Algérie et en Tunisie. Son principal titre est constitué d'une Coupe de Tunisie, remporté avec l'Olympique de Béja.
Boudjemaâ Lamri reçoit quatre sélections en équipe d'Algérie en 1989. Il joue son premier match en équipe nationale le 25 mai 1989, contre le Maroc (défaite 1-0). Il joue son dernier match le 25 juin 1989, contre le Zimbabwe (victoire 1-2).

## Palmarès
| ES Collo - Coupe d'Algérie : - Finaliste : 1985-86. |  | Olympique de Béja - Coupe de Tunisie (1) : - Vainqueur : 1992-93. - Finaliste : 1994-95. - Supercoupe de Tunisie (1) : - Vainqueur : 1995. |